# Léon Van Dievoet
Pour les autres membres de la famille, voir Famille Van Dievoet.
Léon Van Dievoet (5 juillet 1907 – 6 décembre 1993) est un architecte, artiste-peintre, graveur et dessinateur belge, chevalier des ordres de Léopold et de la Couronne. 
Il est l'auteur de nombreux dessins de lieux bruxellois désormais détruits qui ont été qualifiés de « mine d'informations pour tous ceux qui s'intéressent au Bruxelles d'antan ».

## Biographie
Léon Van Dievoet, est né à Ixelles le 5 juillet 1907 au 91, rue Souveraine, domicile de ses parents Gabriel Van Dievoet (1875-1934) et Alice Demets (1878-1945), et de ses grands-parents Léon Van Dievoet (1838-1908) et Hermine Straatman (1838-1917).

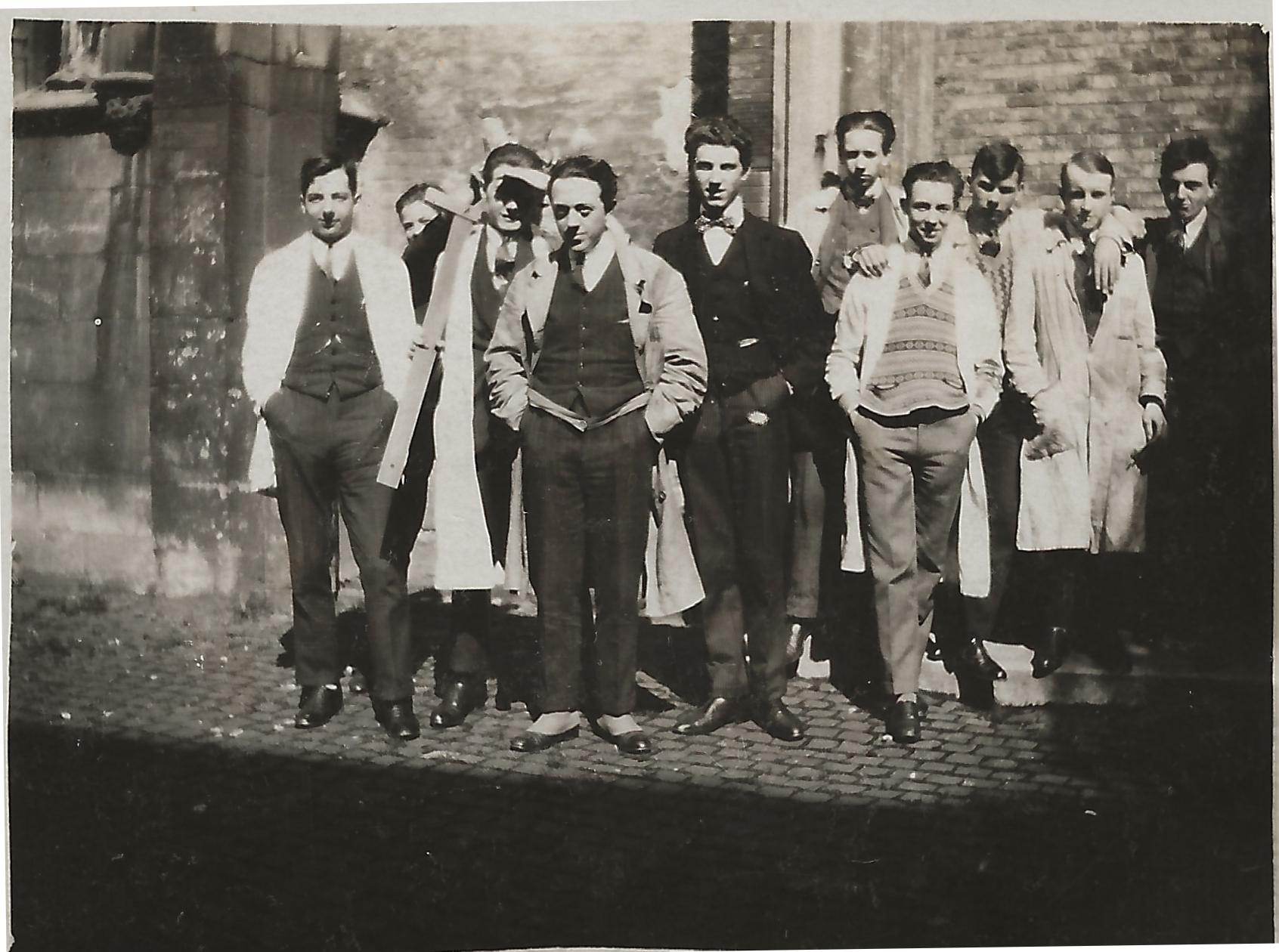
La classe d'architecture à l'Académie royale des beaux-arts de Bruxelles en avril 1927 (Léon Van Dievoet au centre).

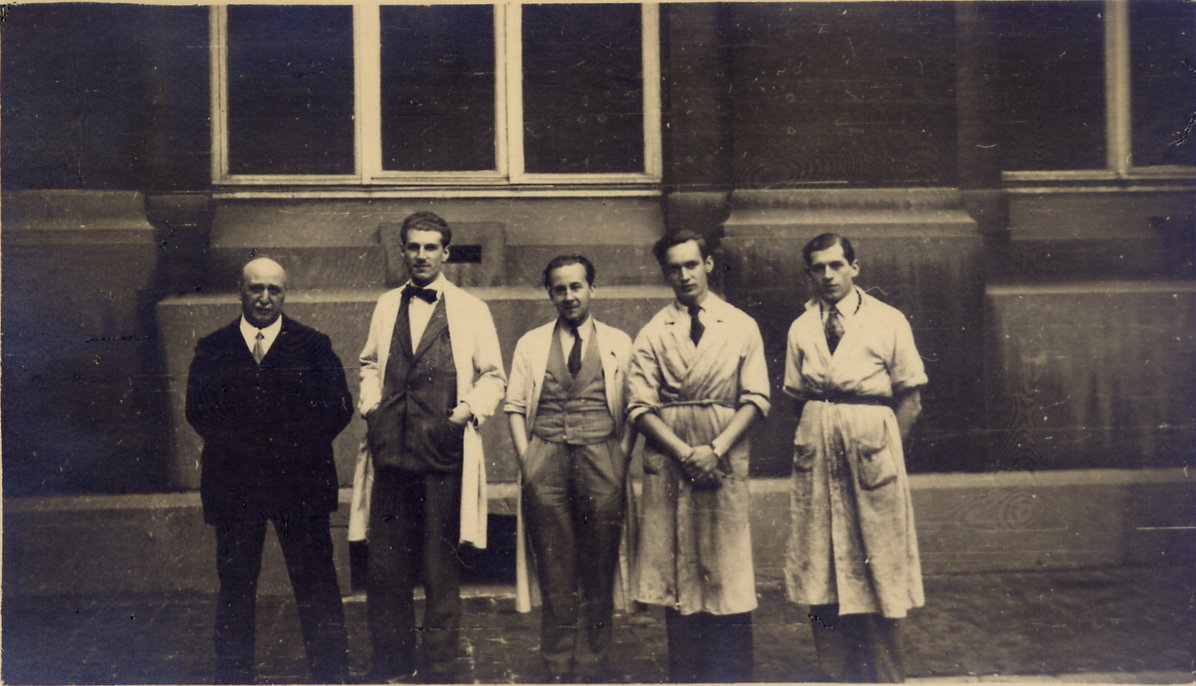
Le professeur Joseph Van Neck, à gauche, avec ses étudiants à l'Académie. Avec de gauche à droite : Léon van Dievoet, Axel Lemesre, Jacques De Vos, Jacques Donnay, juin 1935.

Son père Gabriel Van Dievoet, ancien élève de l'Académie royale des beaux-arts de Bruxelles, était un décorateur et sgraffitiste Art nouveau réputé et son oncle Henri Van Dievoet un architecte connu de son temps, sans oublier son grand-oncle Joseph Poelaert ni le souvenir de l'arrière-arrière-grand-oncle le sculpteur Pierre Van Dievoet un des créateurs de la Grand-Place de Bruxelles. Dans cet entourage familial, il développa lui aussi très jeune le goût pour l'architecture, le dessin et la musique, et après une scolarité à l'Athénée royal d'Ixelles et des cours privés de violon auprès du professeur Henri Voogt, instrument — un Aldric de 1826 — qu'il pratiqua toute sa vie, il s'inscrivit le 1er octobre 1922 à l'école d'architecture de l'Académie royale des beaux-arts de Bruxelles, où il se forma d'abord dans l'atelier Horta où il obtint le diplôme d'architecte A.R.B.A.B, promotion 1929 (immatriculé B.860),.
Son frère cadet René Van Dievoet (1908-1978), opta quant à lui pour la sculpture, et s'inscrivit également à l'Académie royale des beaux-arts où il se forma dans l'atelier d'Égide Rombaux, puis à l'Académie de Saint-Gilles, auprès de Léandre Grandmoulin.
Léon Van Dievoet durant ses vacances ou son temps libre fait également des stages de dessinateur chez plusieurs architectes renommés, chez Jules Reuter, architecte et décorateur, durant les années 1924-1925, chez Georges Hobé, quatre mois en 1925 et du 1er juin au 31 juillet 1928, et, en 1928-1929, chez Joseph Van Neck qui avait été lui-même stagiaire chez son oncle Henri Van Dievoet.

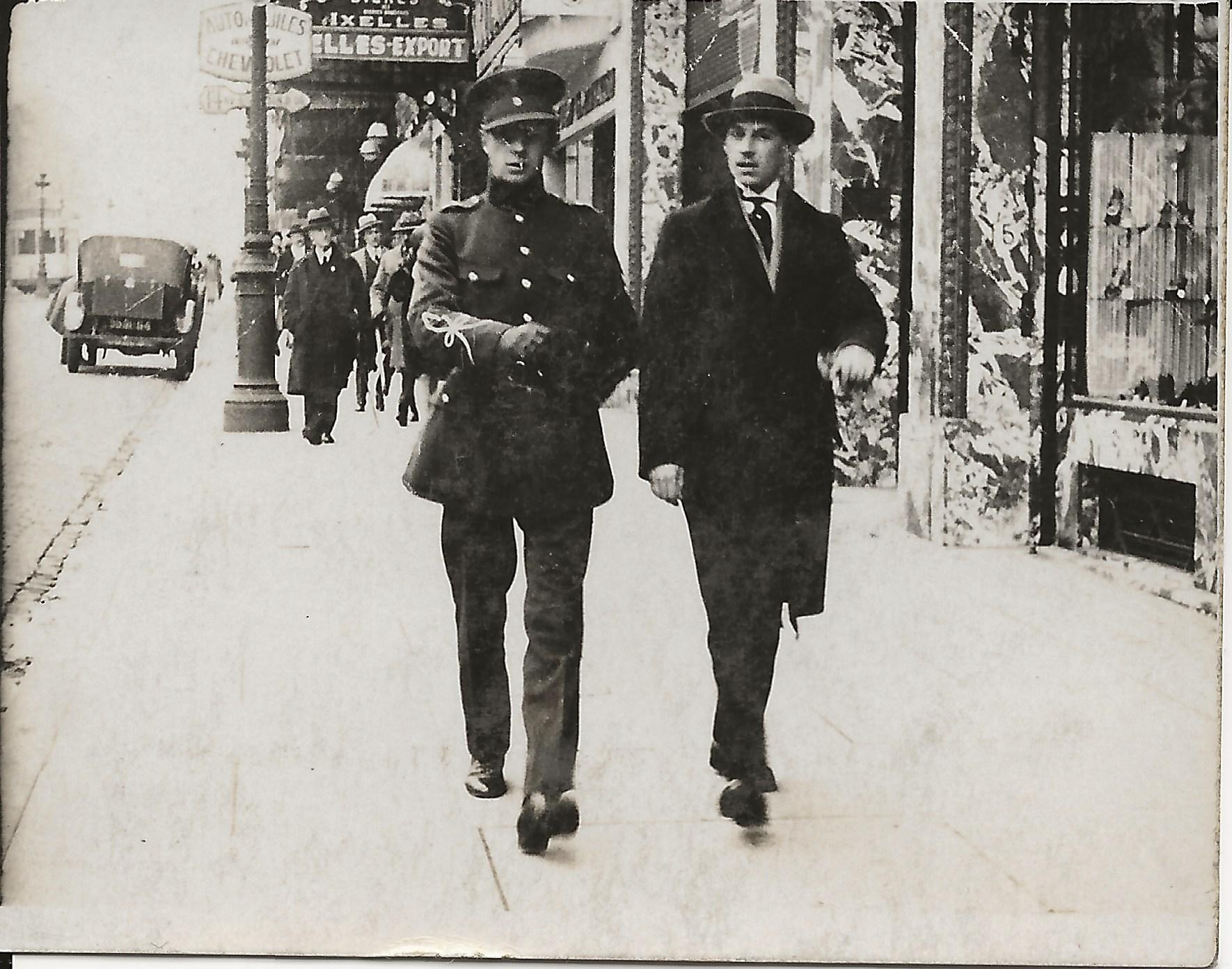
Léon Van Dievoet et Lismonde, en uniforme, Porte de Namur à Bruxelles, le 30 mars 1929.

Entre-temps il fut appelé sous les armes comme artilleur à la 6e batterie d'Infanterie du 1er régiment de carabiniers le 15 octobre 1927 et fut démobilisé par réforme le 3 novembre 1928, des suites d'une blessure en service.
Après l'obtention de son diplôme d'architecte A.R.B.A.B. il commence rapidement à exercer l'art de bâtir et construit notamment pour le compte du "Comptoir National des Matériaux" du 1er juillet 1929 jusqu'à l'année 1934 plusieurs imposants immeubles à appartements. Il interrompt alors brièvement sa carrière pour obtenir le nouveau type de diplôme légal et reprend sa formation à l'école d'architecture de l'Académie Royale des Beaux-Arts dans l'atelier Van Neck où il reçoit son nouveau diplôme de fin d'études avec distinction le 9 juillet 1935.
Dans les années trente, carnets de croquis, boîte à dessiner et appareil photo en bandoulière, il parcourt, bien souvent avec Lismonde, en vélo ou à moto, la campagne flamande et en rapporte sa provende de dessins de lieux pittoresques et de clichés pris sur le vif. En 1932 il voyage en moto avec Lismonde à travers la Hollande, visitant Amsterdam et Schéveningue.
Léon Van Dievoet s'intéresse alors à la pensée de Pythagore qu'il étudie avec son ami Jean Mallinger, avocat et auteur de plusieurs ouvrages sur le maître de Samos.
Léon Van Dievoet fut nommé expert près les tribunaux ainsi que professeur des constructions civiles, architecture et dessin agréé par le Ministère de l'Instruction Publique et il enseigna du 1er octobre 1937 au 8 juin 1947 à l'Institut d'études polytechniques.

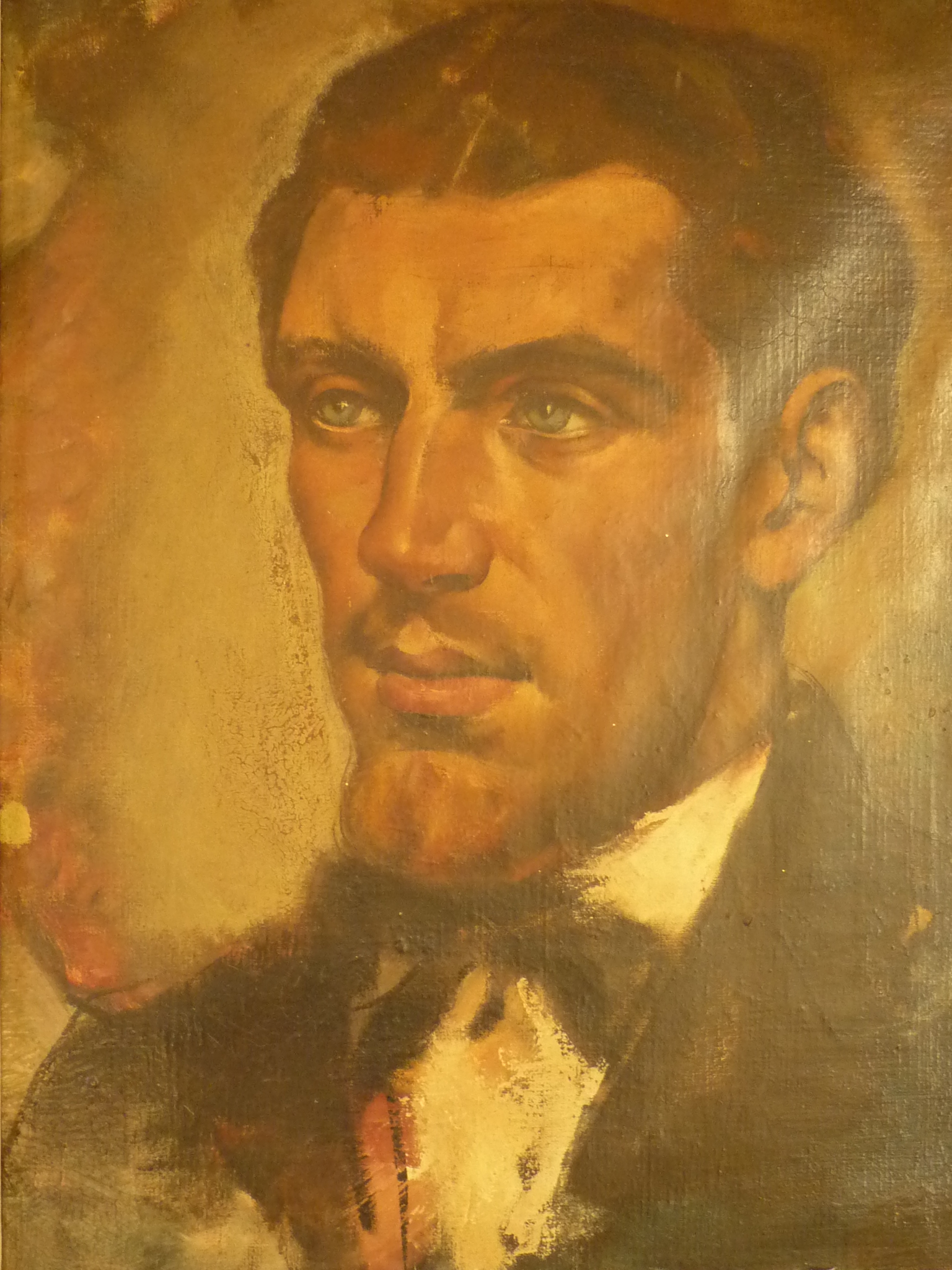
Portrait de Léon van Dievoet par le peintre hongrois Ladislas Nagy, avril 1933.

L'école d'architecture de l'Académie royale des Beaux-Arts, reprenant une tradition remontant à sa fondation en 1711, était située dans les mêmes bâtiments que les écoles de peinture, de sculpture et d'arts décoratifs, ce qui permettait aux étudiants en architecture de baigner, comme au temps de la Renaissance, dans une atmosphère artistique leur permettant de ne pas devenir de simples et froids techniciens de l'art de bâtir. Ils faisaient également ainsi connaissance avec les sculpteurs et les décorateurs qui pourront orner leurs constructions. Il était d'ailleurs normal alors qu'un architecte, comme ce fut toujours le cas, exerce avec brio l'art du dessin. 
Pratiquant lui-même le dessin et la peinture, Léon Van Dievoet se lia ainsi d'amitié avec plusieurs peintres et sculpteurs, comme les peintres Ladislas Nagy et Jules Lismonde qui resta un grand ami, les peintresses Marguerite Antoine et Goda Isgour, sœur de l'architecte Isia Isgour, ou le sculpteur namurois Carlo Lambert, qui eut le triste privilège de tomber au champ d'honneur le 10 mai 1940, premier jour de l'invasion allemande, et dont l'épouse Éva Fontaine, continuera le combat dans la Résistance, en devenant agent de liaison à Bruxelles d'Eugen Fried dit Clément, puis membre des partisans armés

### La vie littéraire

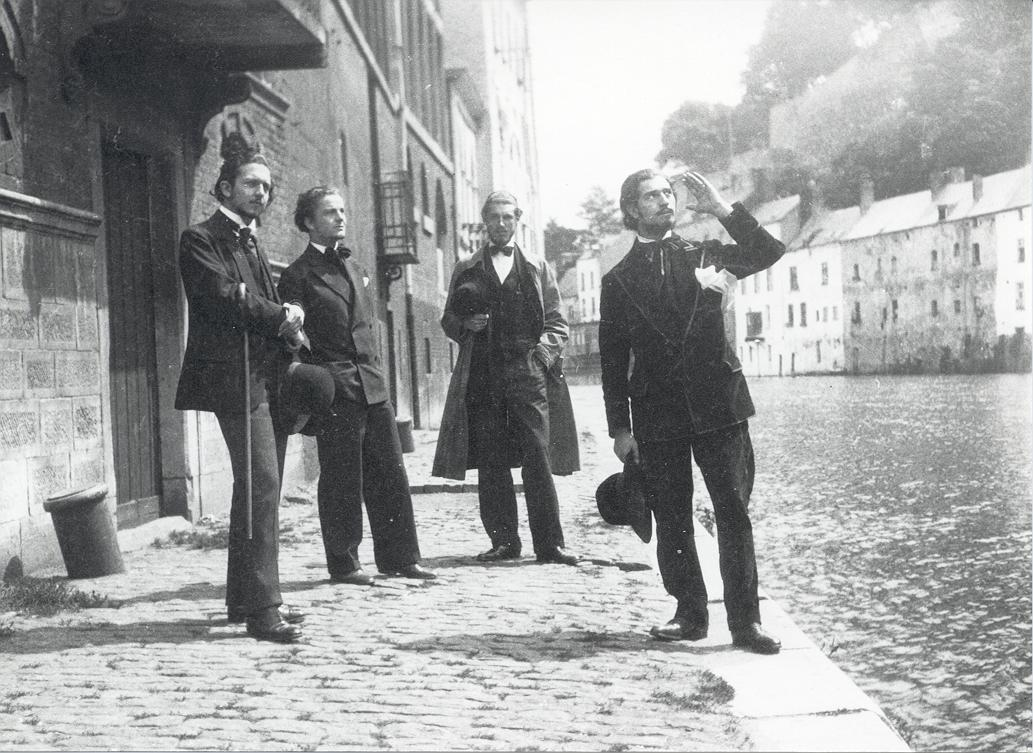
Groupe à Namur (27 juillet 1930) : de gauche à droite : le poète Jean Groffier, un inconnu, l'architecte Léon Van Dievoet et le sculpteur Carlo Lambert regardant le ciel.

Il participe aussi avec son ami l'écrivain protestant Jean Groffier à la vie littéraire bruxelloise et prend part aux activités du groupe gravitant autour des revues La momie chante et Tribune que Jean Groffier venait de fonder en 1933.
On y rencontrait Lismonde, auquel Jean Groffier avait consacré un article élogieux et prometteur dans le Tribune de septembre 1934, la romancière Marie de Vivier, autrice de L'Homme pointu (allusion à André Baillon), la poétesse, graveuse et tisserande Féridah Guarini, le sculpteur Carlo Lambert, le peintre et compositeur Jean De Bremaeker, l'avocat Raoul Vandendriessche, promoteur de la paix par le droit, le compositeur Gaston Knosp, l'avocat Jean Mallinger qui y publia une série d'articles sur le « Culte du Soleil en Orient », Iwan Paul Collette, auteur d'articles sur l'héraldique, le poète Pierre Vandendries, les peintres Didier Groffier, Marcel Hastir et Raoul Labarre, le romancier René Charles Oppitz dit J. J. Marine et d'autres hommes de lettres et artistes de l'entre-deux-guerres.

### La musique

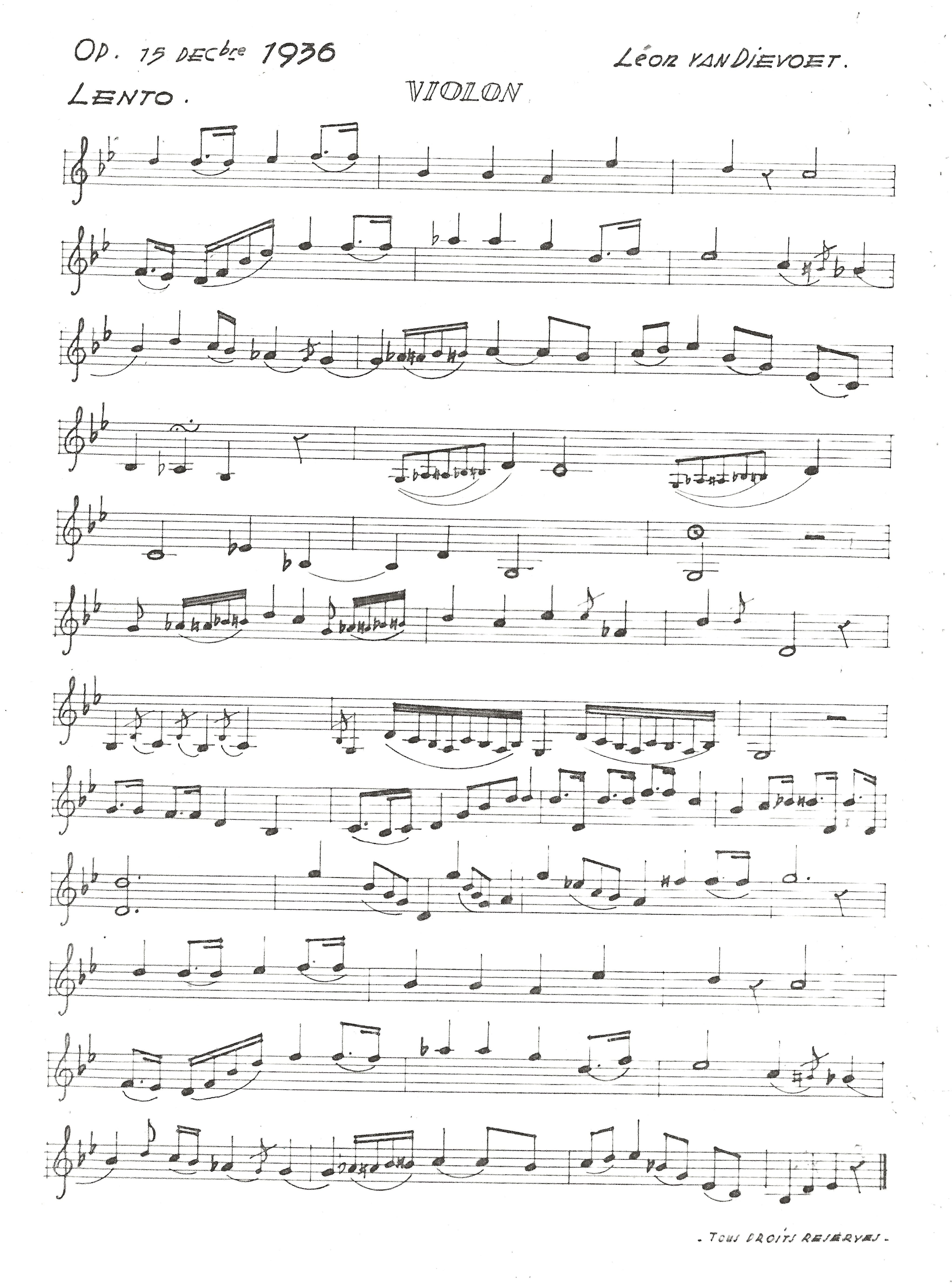
« Opus 15 décembre 1936 », lento, composition pour violon solo par Léon Van Dievoet.

Léon Van Dievoet n'oublie pas non plus la musique, compose pour le violon et discute de l'art musical avec son ami le musicien, compositeur, théoricien de la musique, peintre, aquarelliste et écrivain Jean De Bremaeker, rédacteur en chef de La Revue musicale belge, désireux de réformer l'écriture musicale, et qui, après avoir épousé une brésilienne, s'expatria au Brésil à Rio de Janeiro où il mourut le 19 mars 2002.
À la fin des années 30, il fait partie en tant que violoniste du "Groupe Instrumental Hrdina", sous la direction du violoncelliste, compositeur et chef d'orchestre Willy Dortu, formé de musiciens amateurs et auquel participaient : violons : R. de Bisschop ; H. Hellinckx ; L. Herszkowicz ; L. Logie ; L. Périlleux ; Mlles S. Pirson ; J. Soubre ; Léon Van Dievoet ; M. Viroux. Altos : E. Deuse ; M. Everard ; W. Hsü ; M. Kenès ; Cellos : A. Bastin ; C. Lovens ; Mlle J. Périlleux ; A. Vita. Contrebasse : M. Deuse ; Piano : Mme J. Périlleux. Flûtes : André Périlleux ; L. Gallet. Clarinette : M. Van Veld. Hautbois : J. Périlleux. Basson : F. Pieters. Trombone : E. Deuse.
Un des derniers concerts de ce groupe eut lieu à Wavre Notre-Dame, le 19 juin 1938 à l'Institut des Dames Ursulines.
Après guerre, en 1953, Willy Dortu tenta de reconstituer un orchestre l' « Orchestre de chambre Willy Dortu » dont Léon Van Dievoet assure le secrétariat et l'aide à recruter des musiciens amateurs. Ce « groupement instrumental, dont le but initial est l'étude des œuvres classiques, s'adresse aux amateurs, et particulièrement aux jeunes musiciens(nes) ayant déjà une formation sérieuse, et qui souhaite la parfaire ».

### La fondation de la S.A.D.Br.
Le 22 août 1935, Léon Van Dievoet et ses confrères Marcel Mueller, Alfred Ledent (1906 - 1996), Jean Delsaux, se réunisent à la Maison des Artistes à la Grand-Place de Bruxelles, pour y discuter du programme des études d'architecte et pour mettre sur pied une association défendant le diplôme d'architecte, ils fondent ainsi la S.A.D.Br.. Le 14 janvier 1936, la première assemblée générale a lieu au Café de l'Horloge et Léon Van Dievoet est élu vice-président de la S.A.D.Br.. La première action de l'association fut de faire promulguer une loi pour réserver l'exercice de la profession d'architecte aux titulaires du diplôme légal et le 4 juin 1937 Léon Van Dievoet, Jean Delsaux, et Marcel Mueller, furent reçus par M. Gruslin, chef de cabinet du ministre de l'Instruction publique, pour un échange de vue concernant le projet de loi de protection du titre d'architecte.

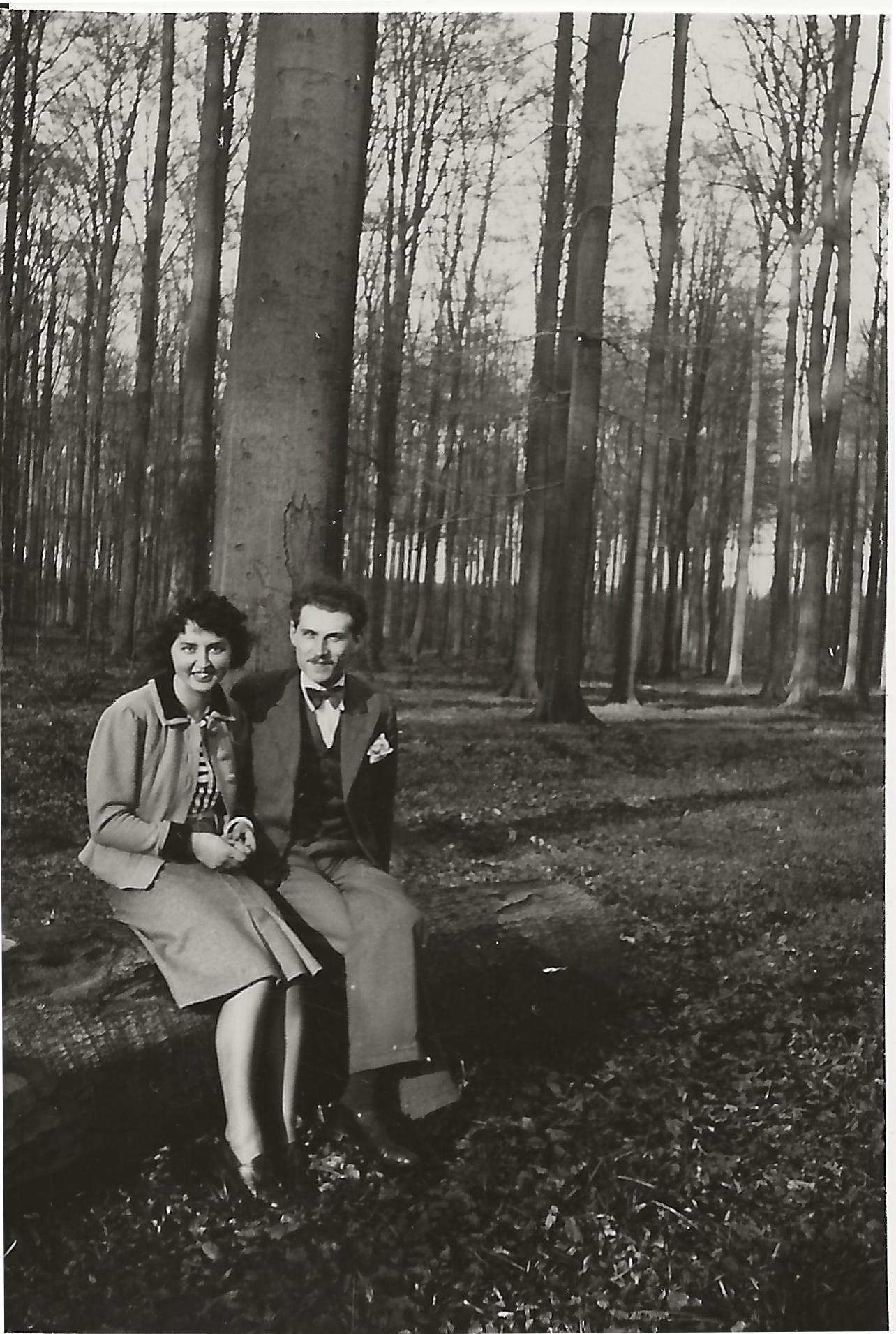
L'architecte Léon van Dievoet (1907-1993) et son épouse Madeleine Vande Weyer (1916-2000).

Léon Van Dievoet est également nommé conseiller de la « Ligue pour la défense du titre et de la fonction d'architecte » qui poursuit ce même objectif, et devient administrateur du « Syndicat national des architectes de Belgique ».

### Vie familiale
En 1943, Léon Van Dievoet épouse Madeleine Vande Weyer (1916-2000) qui lui donnera deux fils, Marc Van Dievoet (1946-2012) et 
Alain Van Dievoet (1948- ).

## Quelques constructions
- 1931 : immeuble à appartements avenue du Roi.
- 1932 : surhaussement[50] pour Monsieur Van Keymeulen, à Saint-Gilles, rue de Savoie, 21 d'une maison de rapport d'inspiration néoclassique construite en 1897.
- 1932 : immeuble à appartement au 187a rue de la Victoire à l'angle de la rue des Tirailleurs, pour le compte du « Comptoir national des Matériaux ».
- 1932 : immeuble à appartements boulevard Van Haelen.
- 1946 : atelier pour Monsieur Crabbé, industriel, à Keerbergen.
- 1946 : bungalow Maurice Durdut, rue Langeveld à Uccle.
- 1955 : Transformations à la propriété de Monsieur L. De Wals, avec studio-atelier d'artiste, pour sa fille la peintre Yvone De Wals, 27, avenue des Rogations à Woluwe-Saint-Lambert.
- 1956 : Transformations, exhausement des annexes et bibliothèque pour la propriété de Monsieur Camille Tihon, archiviste général du Royaume, rue Monrose, 58 à Schaerbeek.

## Brevet d'invention
Par arrêté ministériel du 31 juillet 1945, Léon Van Dievoet obtint le brevet d'invention n° 459.069 pour un système d'« éléments en béton ou en tous autres matériaux agglomérés pour constructions préconstruites ».

## Sélection d'œuvres

Dessins
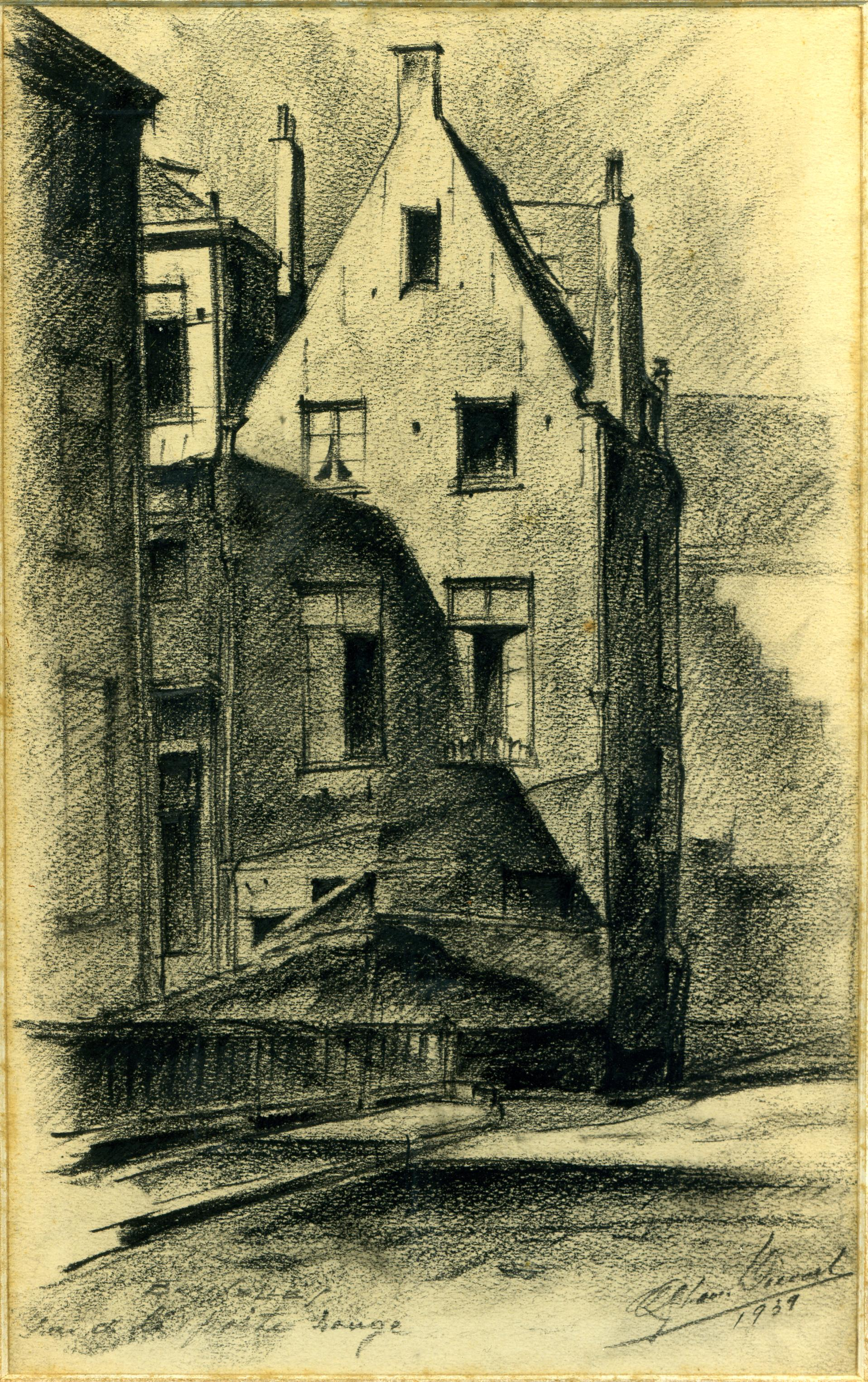
Rue de la Porte Rouge, Maison Bruegel, 1939.
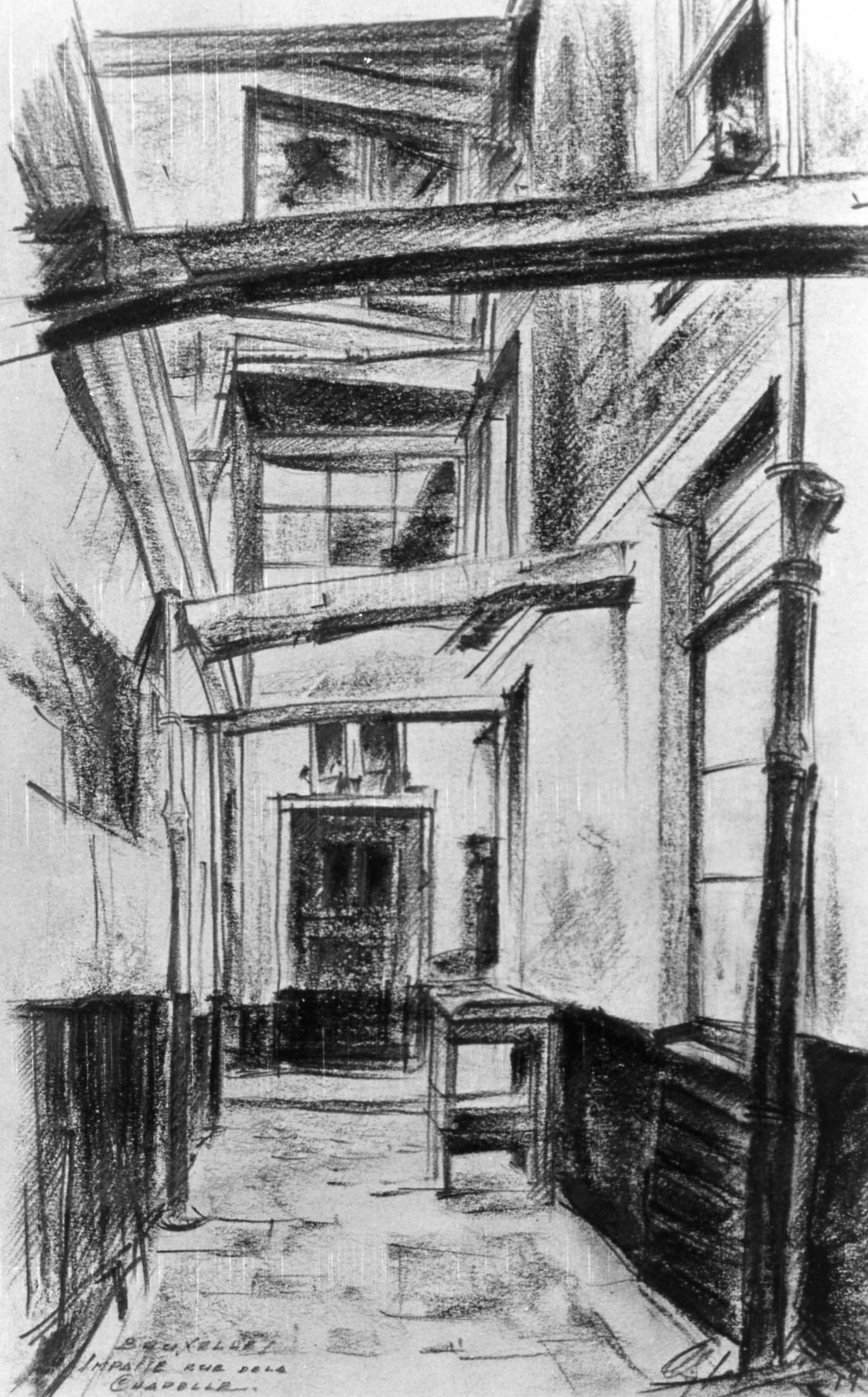
Impasse rue de la Chapelle, 1939.
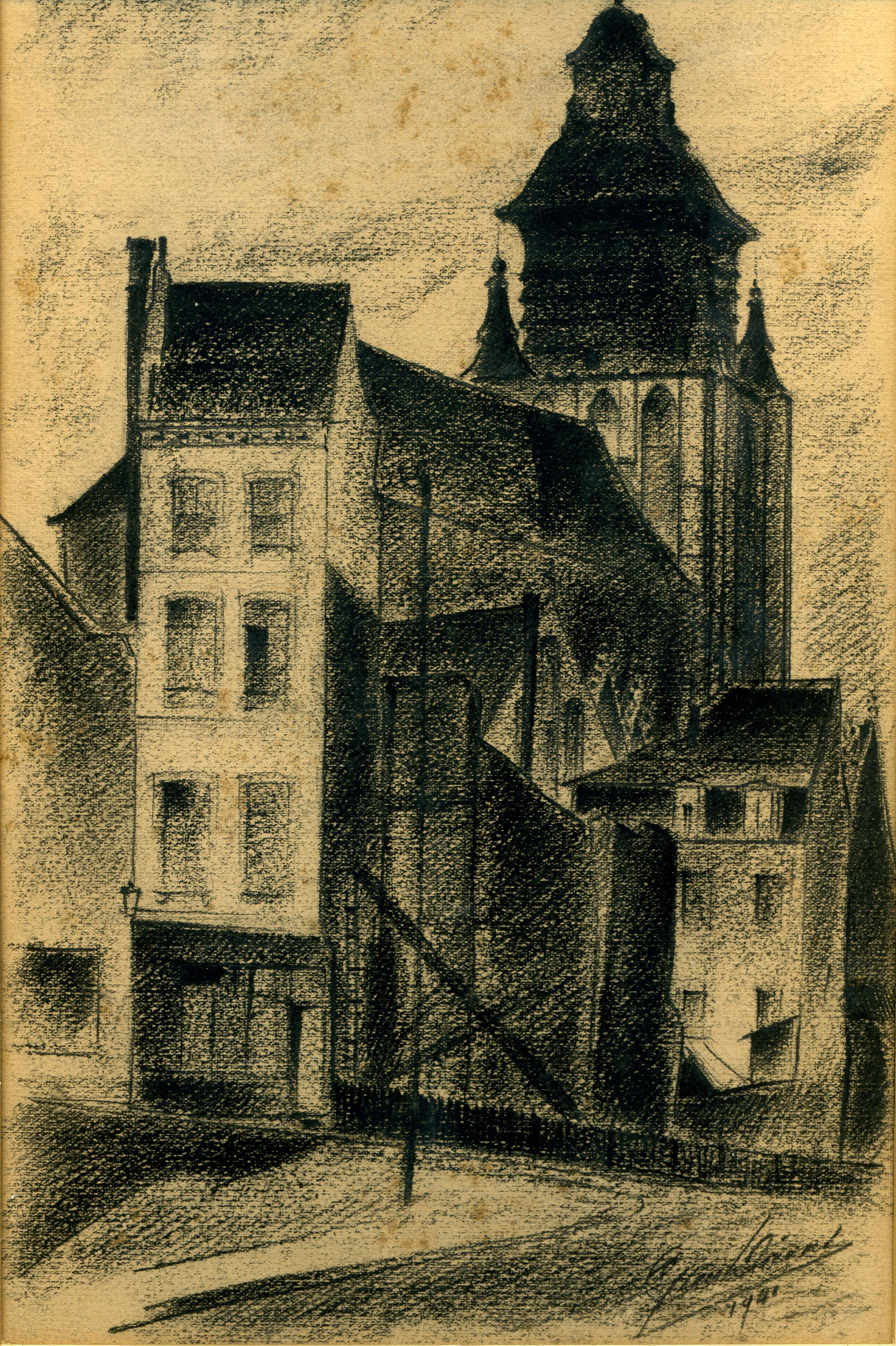
Église de la Chapelle, avril 1941.
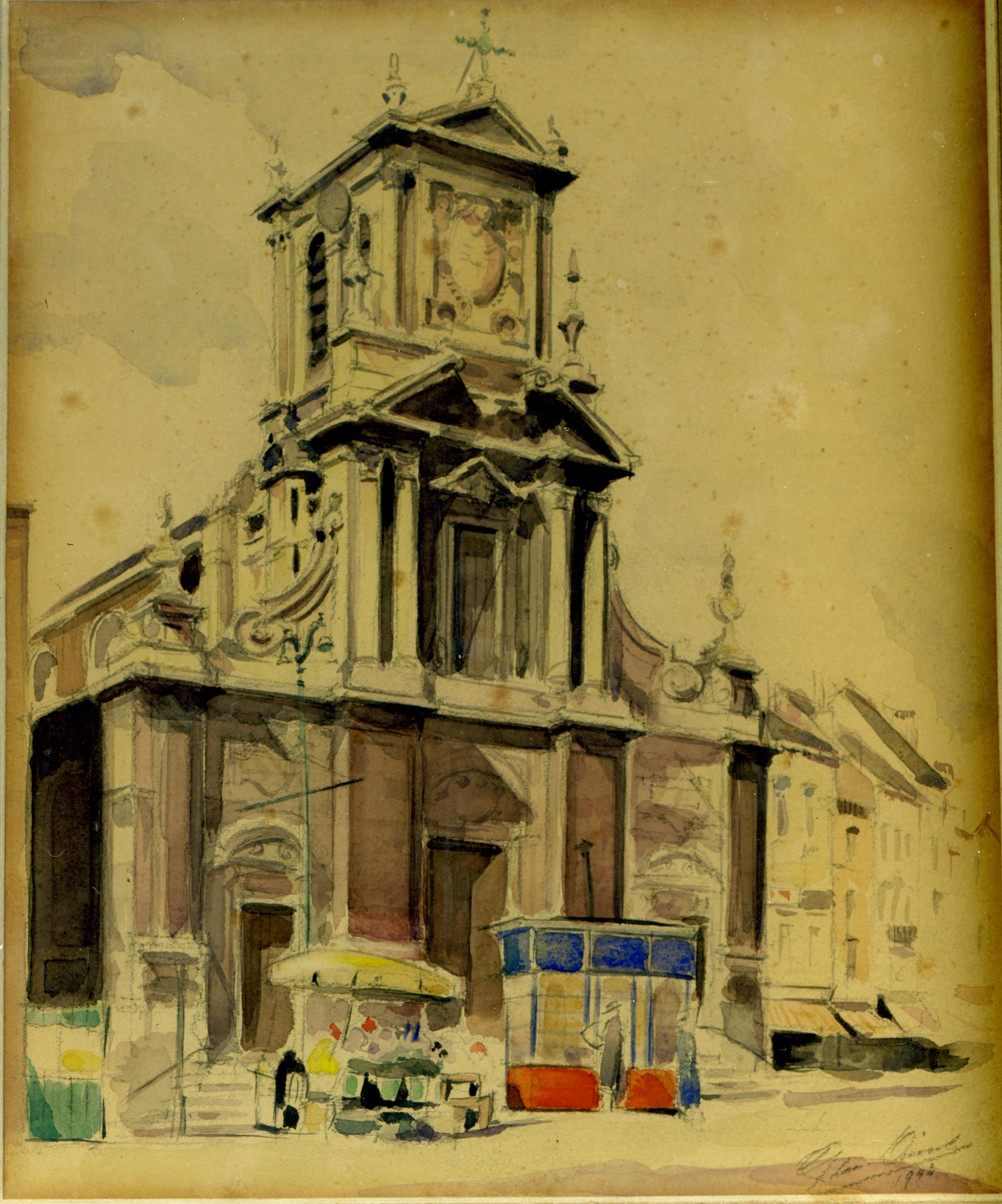
Église Saint-Josse, juillet 1942.

Peinture
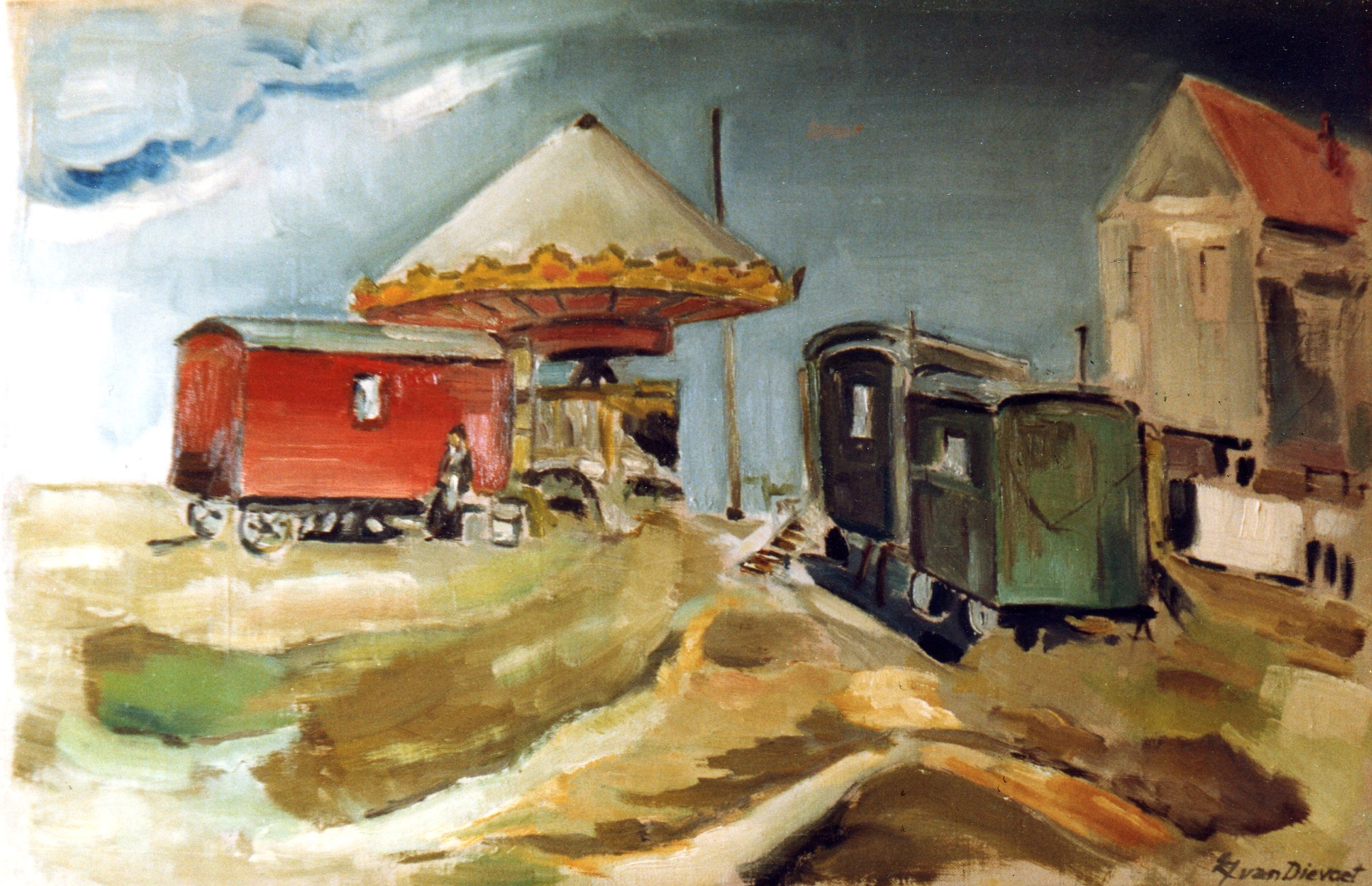
Le Carrousel, août 1939.

Architecture
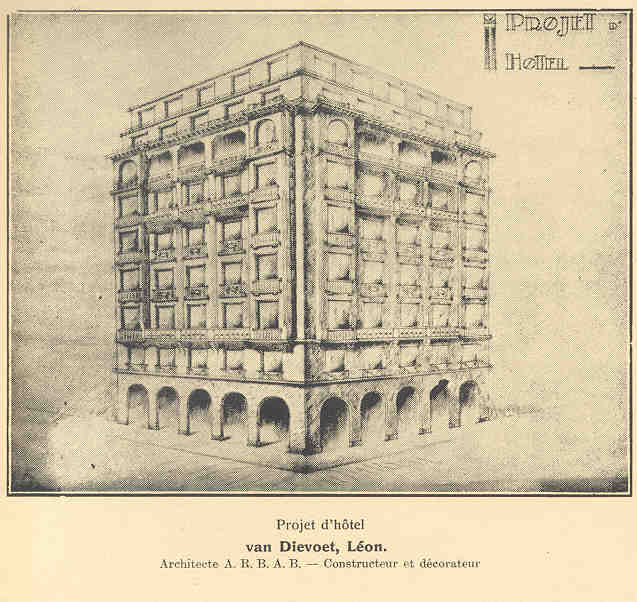
Projet d'hôtel[52], 1930.
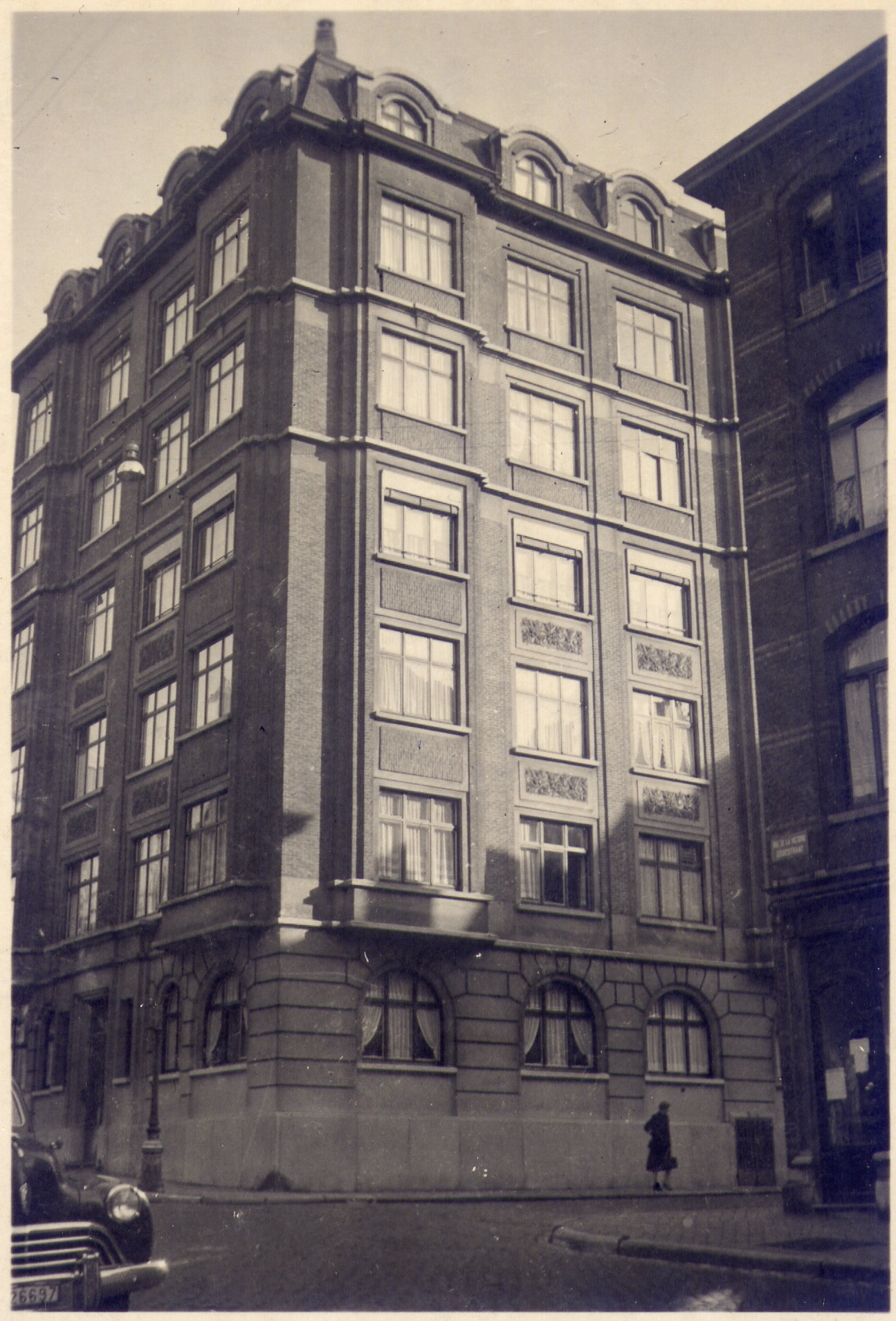
Immeuble au 187a rue de la Victoire, 1932.
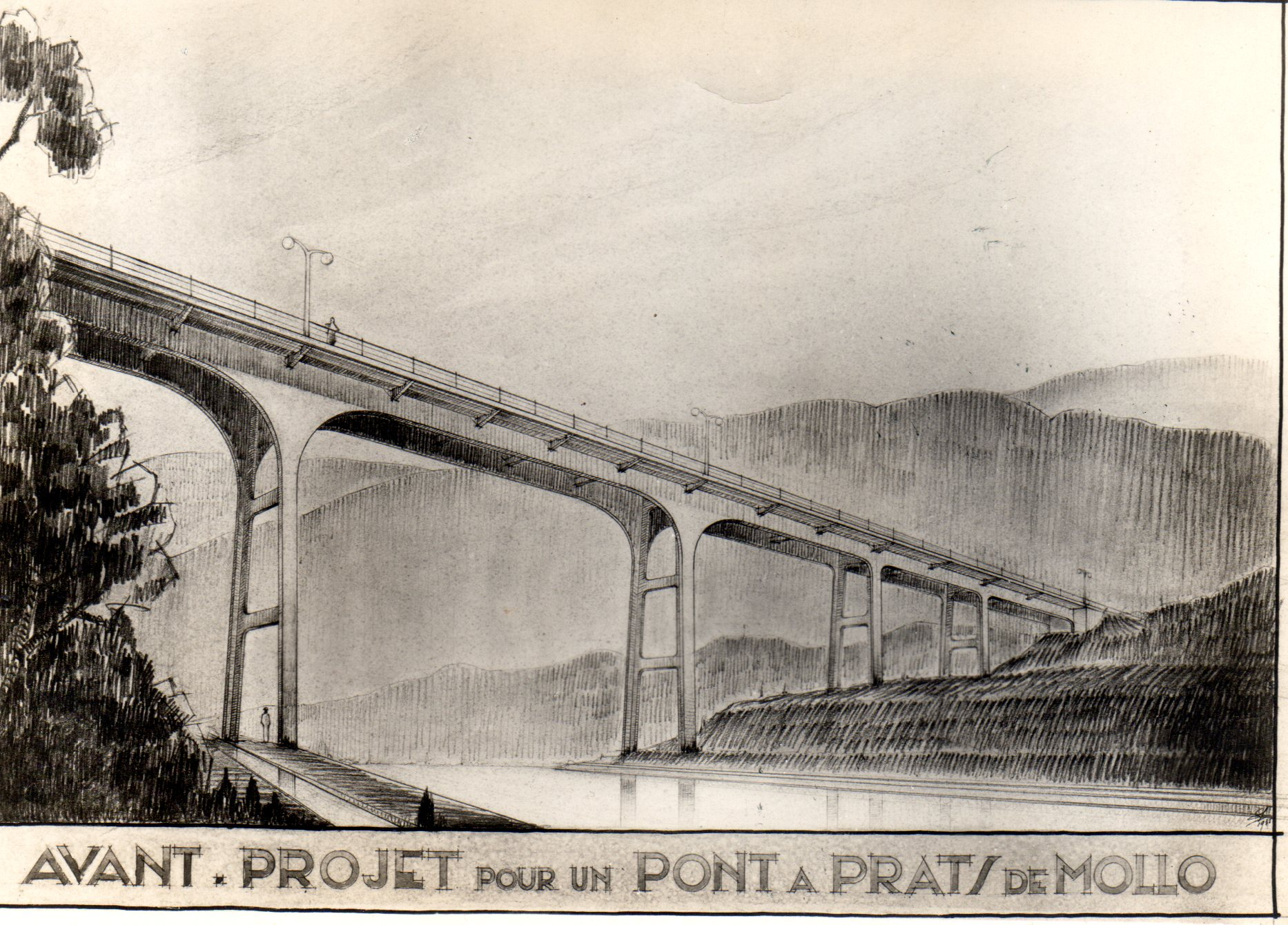
Avant-projet de pont en béton armé à Prats-de-Mollo, 1935
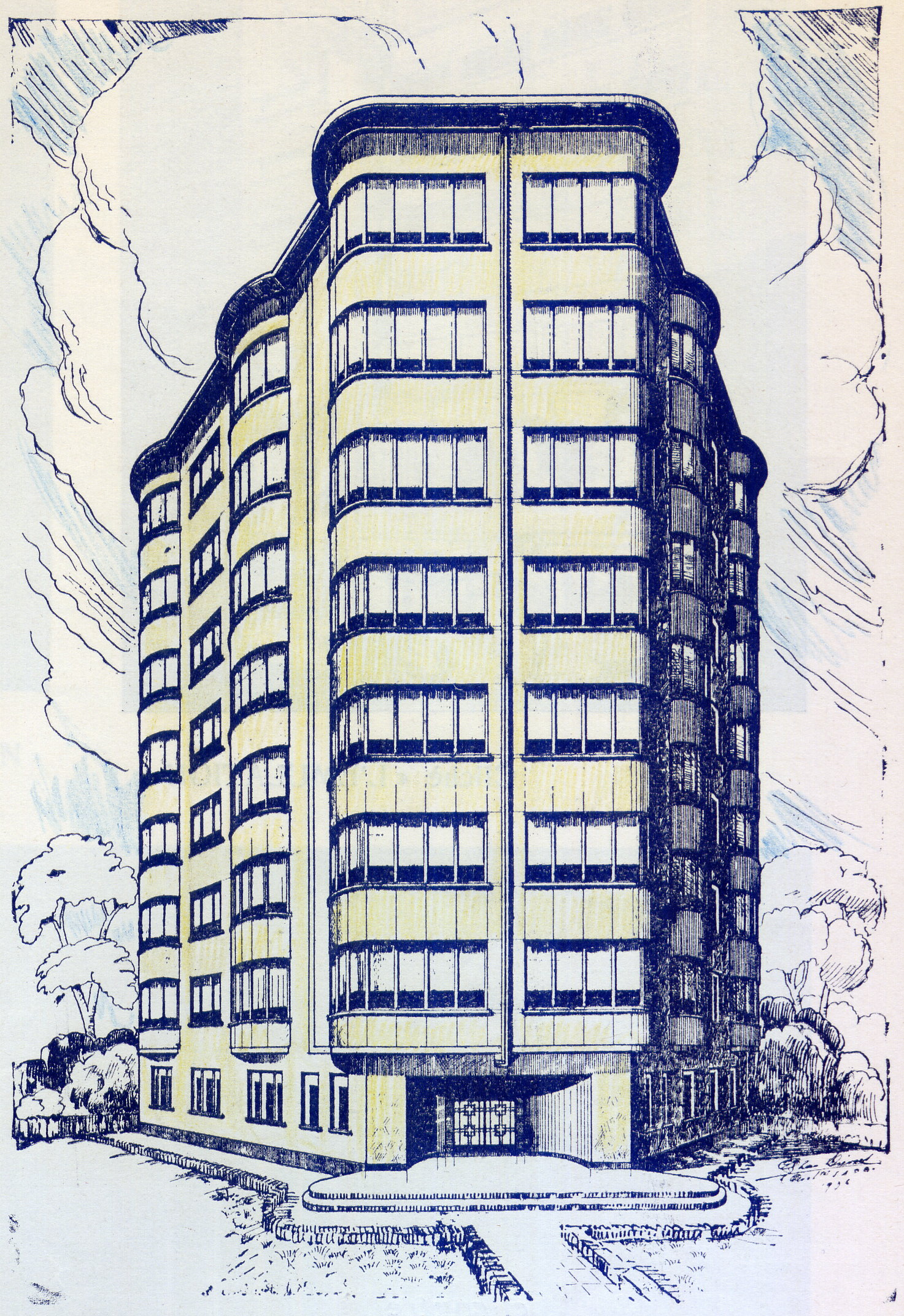
Projet d'immeuble, quartier des Nations, 1936
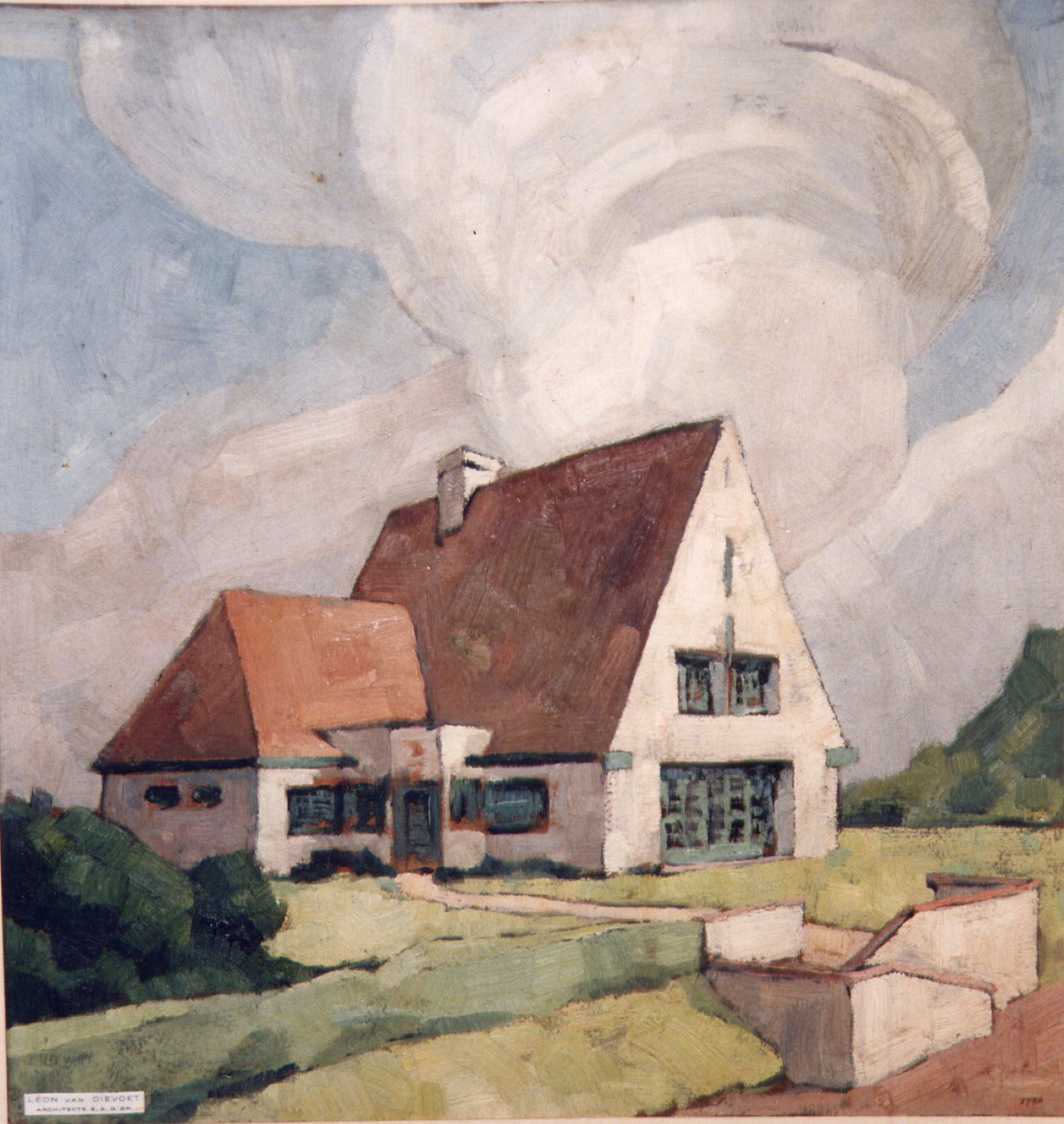
Projet d'une villa, 1936
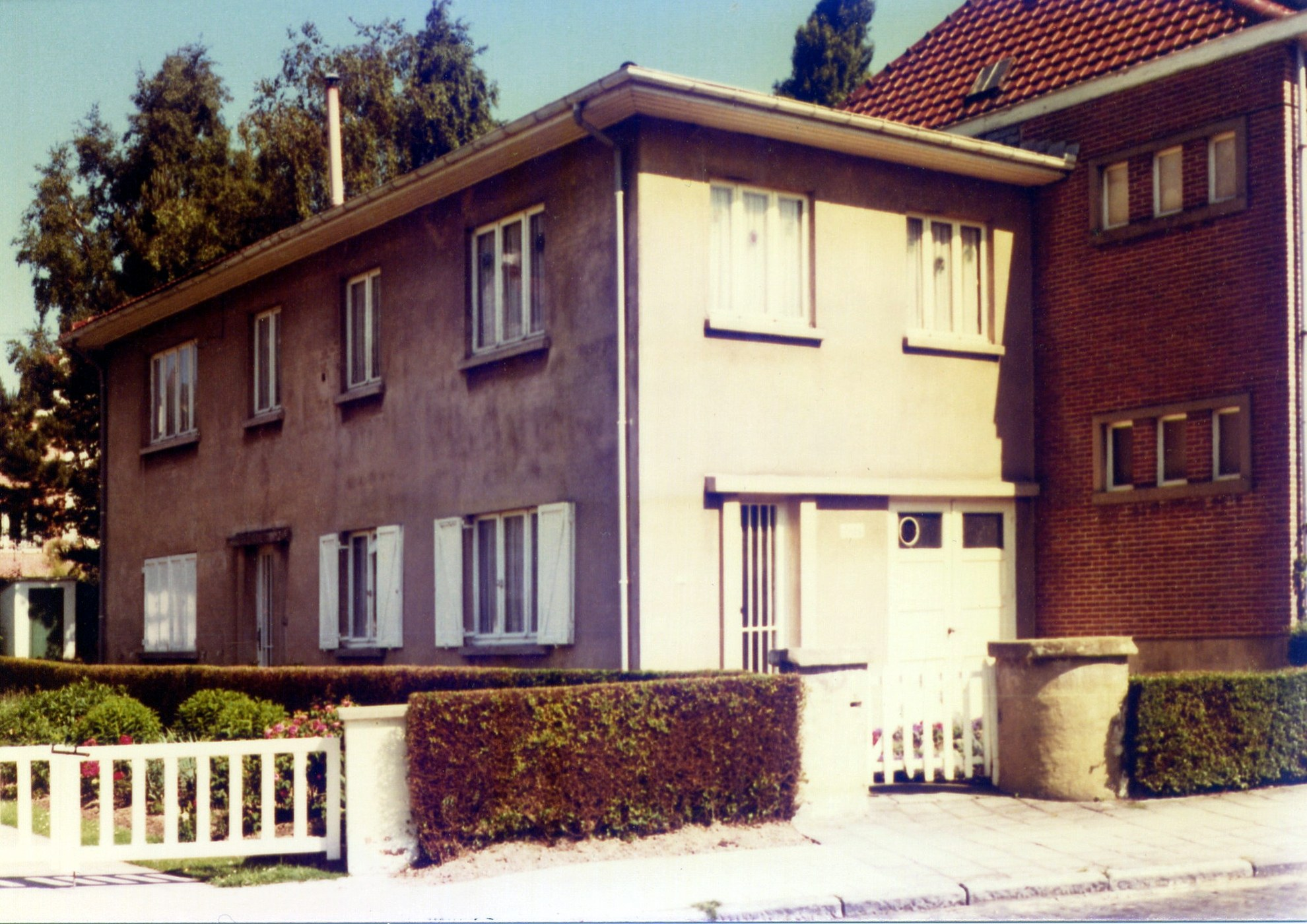
Maison Maurice Durdut, rue Langeveld, Uccle, 1946.

## Expositions
- 1963 : Exposition au Musée Charlier[53].
- 1969 : Province de Brabant. Exposition d'art 1969. Palais des Congrès du 28 septembre au 12 octobre : n° 81 "Chemin à Grimbergen"[54].
- 1969 : Exposition au Musée Charlier[55] : "La robe jaune", "Fleurs", "La Lecture", dessins à l'encre de Chine.
- 1971 : Exposition au Musée Charlier : "aquarelle, château de Dilbeek", "chemin à Grimbergen", et "église d'Oostduinkerke[56]".
- 2013 : "Maison Lismonde", Les amis de Lismonde[57], exposition du 9 juin au 14 juillet 2013, plusieurs œuvres de Léon van Dievoet.
- 2021 : "Maison Lismonde", Échanges. Lismonde et ses amis artistes[58], exposition-hommage à l'occasion des 20 ans de la disparition de Lismonde, du 11 avril au 5 septembre 2021, œuvres de Léon van Dievoet, portraits et photographies.
- 2023 : Léon van Dievoet, architecte, La Maison Lismonde et autres paysages, exposition du 15 janvier 2023 au 12 mars 2023 à La Maison Lismonde, Linkebeek, Belgique.

## Musées et collections publiques
- Bruxelles

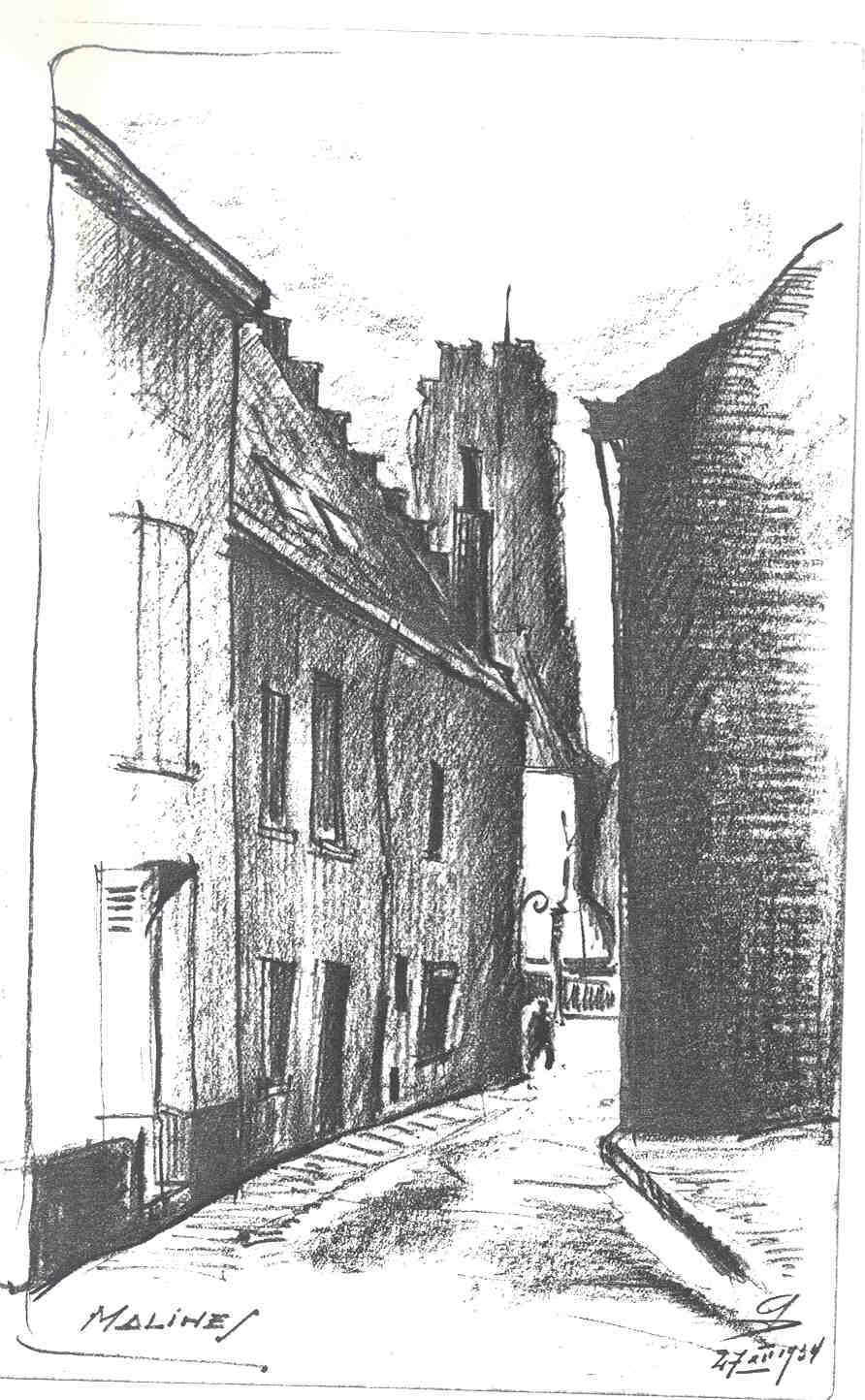
Vue sur les tours de Saint-Rombaut à Malines, 1934.

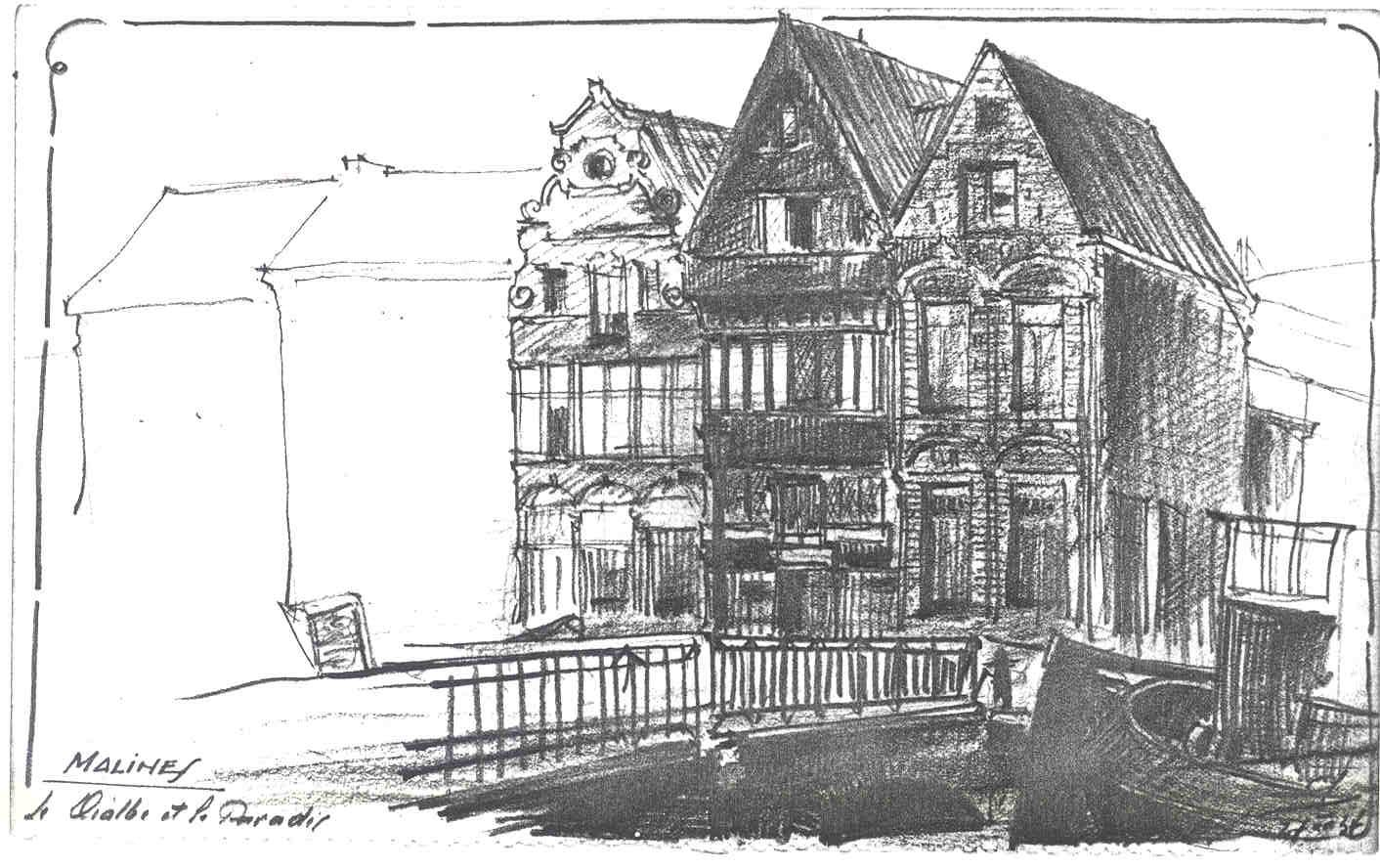
Les trois maisons Saint-Joseph, le Diable et le Paradis au Haverwerf à Malines, 1934.

  - Bibliothèque royale, cabinet des estampes : plusieurs pointes sèches et cartes imprimées (Œuvre gravé de Léon Van Dievoet, cabinet des estampes).
  - Archives de la ville de Bruxelles : cartes illustrées, reproductions photographiques de dessins du vieux Bruxelles.
- Ixelles
  - Musée Horta : un dessin de la Maison Horta (façade).
  - Archives d'architecture moderne : dessins et projets d'architecture.
- Linkebeek
  - Maison Lismonde : plusieurs dessins, gravures et peintures.
- Malines
  - Musée Hof van Busleyden, deux dessins : Vue sur les tours de Saint-Rombaut[59] et Maisons sur le Haverwerf (Saint-Joseph, le Diable et le Paradis)[60].

## Honneurs
- Chevalier de l'ordre de Léopold
- Chevalier de l'ordre de la Couronne

## Œuvres d'autres architectes «Van Dievoet»
Il ne faut pas confondre l'œuvre architecturale de Léon Van Dievoet avec celle d'autres membres de sa famille, comme celles de :
- son père, Gabriel Van Dievoet (1875-1934), décorateur Art nouveau et auteur de nombreux projets de sgraffitos.
- son oncle, Henri Van Dievoet (1869-1931), architecte, constructeur de l'hôtel Astoria.
- son cousin germain, Paul Van Dievoet (1896-1947), architecte de la Commune de Schaerbeek.
- son cousin, Eugène Van Dievoet (1862-1937), major du génie, ingénieur, professeur à l'École militaire et architecte (domicilié rue Vergote 30), membre de la Société royale d'archéologie de Bruxelles.

## Archives
Une partie des archives de Léon Van Dievoet, a été déposée aux Archives d'architecture moderne, intégrées au CIVA, parmi lesquels des plans, des dessins et de nombreux carnets de notes et de notes de cours,.

### Archives sonores
- Serge Goyens de Heusch évoque l'exposition "Lismonde et ses amis artistes" au micro de Jean Jauniaux : 2021 : Jiri Anderle, Marguerite Antoine, André Blank, Zéphir Busine, Jean Coquelet, Gilbert Decocq, Paul Delvaux, Jean-Paul Laenen, LI CHI-Mao, Pol Mara, Giorgio Morandi, Paul Schrobiltgen, Léon van Dievoet, André Willequet, Paul Wunderlich.